# Ahmed Addami
Ahmed Addami (arabe : أحمد العدامي), né le 14 juillet 1997 à Kairouan, est un basketteur tunisien.

## Carrière
Formé à la Jeunesse sportive kairouanaise, il rejoint l'équipe senior durant la saison 2016-2017.
En mai 2019, il dispute la première édition de l'Afro Ligue 2019 (ancien nom de la coupe d'Afrique des clubs champions) avec la Jeunesse sportive kairouanaise. Lui et son équipe sont éliminés en demi-finale par l'Association sportive de Salé (73-81) et perdent le match pour la troisième place contre le Smouha SC (58-69).
Entre les 27 et 29 novembre 2020, il dispute son premier match officiel pour l'équipe de Tunisie, soit les trois matchs de qualification pour le championnat d'Afrique 2021.
Il perd la finale de la coupe de Tunisie 2019-2020 avec la Jeunesse sportive kairouanaise contre l'Union sportive monastirienne (66-79) à la salle omnisports de Radès et la finale de l'édition 2020-2021 avec le Club africain contre l'Union sportive monastirienne (61-104) à la salle Bjaoui de Sfax.

## Clubs
- 2016-2020 : Jeunesse sportive kairouanaise (Tunisie)
- 2020-2022 : Club africain (Tunisie)
  - 2021 : Ezzahra Sports[5] (Tunisie)
- 2022-2024 : Union sportive monastirienne (Tunisie)
- depuis 2024 : Jeunesse sportive kairouanaise (Tunisie)

## Palmarès

### Clubs
- Champion de Tunisie : 2023, 2024
- Coupe de Tunisie : 2023
- Coupe de la Fédération : 2025
- Médaille de bronze à la coupe arabe des clubs champions 2021 ( Égypte)

### Sélection nationale

#### Championnat d'Afrique
- Médaille d'or au championnat d'Afrique 2021 (Rwanda)

#### Championnat arabe des nations
- Médaille d'argent au championnat arabe des nations 2022 ( Émirats arabes unis) et 2025 ( Bahreïn)
- Médaille de bronze au championnat arabe des nations 2023 ( Égypte)